# Narration d'Esther dans La Maison d'Âpre-Vent
Vous lisez un « bon article » labellisé en 2013.
La Maison d'Âpre-Vent, autrement dit Bleak House, de Charles Dickens, contient une innovation narrative d'envergure : un double récit (double narrative), l'un à la troisième personne, l'autre à la première. Le deuxième apparaît au troisième chapitre, intitulé A Progress (« Progrès », « Avancée »), titre désignant très exactement, mais dans le paradoxe, le rôle de ce texte tant sur le plan énonciatif que sur celui de l'énoncé.
Pour qu'il y ait « progrès », il convient d'effectuer une marche en avant, ce que présentent le récit et aussi l'héroïne, Esther Summerson ; pourtant, cette marche en avant — et là se situe le paradoxe — se place sous le double signe de la rupture et de l'absence, si bien que le progrès annoncé se manifeste négativement. Rupture, en effet, de la continuité narrative, puisqu'on passe d'un narrateur qui n'est que narrateur à un autre qui est sans doute le personnage central du roman, ce qui entraîne une nouvelle temporalité, le prétérit prenant la place du présent ; absence parce que ce personnage, qui s'identifie peu à peu au féminin, se définit d'abord par ses manques, naissance escamotée, absence de la mère, humilité obligée, et, le texte le confirme, s'investit dans le dire pour se construire une identité.
Cependant, son discours semble comme sapé de l'extérieur par une instance à la fois ironique et tourmentée, restant à ce stade non identifiée, dont les traces empêchent le lecteur d'adhérer totalement à cette quête et, de ce fait, au bonheur final que présente l'épilogue du roman.

## La rupture
Le lecteur assiste, au troisième chapitre de La Maison d'Âpre-Vent, à la naissance d'un nouveau récit dont la première phrase sert de clef de lecture : « I have a great deal of difficulty in beginning to write my portion of these pages, for I know I am not clever » (« J’éprouve un grand embarras à écrire les pages qui vont suivre ; je n’ai jamais eu d’esprit ; je l’ai toujours su. »)

### Rupture de la narration
Cette première phrase est privilégiée, car elle signale l'importance fonctionnelle primordiale du phénomène narratif qui va suivre, d'abord le caractère rétrospectif de la narration, invitant un regard à distance porté par le narrateur ou la narratrice qui ne s'est pas encore identifié(e) : par rapport aux deux premiers chapitres, le lecteur assiste à une mutation de l'énonciation, avec passage du récit impersonnel à la troisième personne à un récit à la première : le pronom personnel I (« je ») apparaît trois fois, avec l'adjectif possessif my (« mon ») et aussi le démonstratif these (« ceux-ci ») qui a en anglais valeur de première personne : these pages (« ces pages ») sont les pages proposées au lecteur, mais surtout « les miennes », c'est-à-dire celles du narrateur.
Ce nouveau récit ne se trouve pas inclus dans le premier : ce n'est pas, selon la définition de Roland Barthes à propos de Sarrasine de Balzac, un récit enchâssé dans un récit-cadre. Il y a substitution d'une modalité narrative, my portion of these pages (« ma part de ces pages »), à une autre, ce qui représente, du point de vue de la logique narrative, une transgression, en fait, la naissance d'un contrepoint dans l'énonciation, qui va se poursuivre tout au long du roman.

### Établissement d'une nouvelle temporalité
Cela implique l'établissement d'une nouvelle temporalité, celle du passé, apparaissant dès la deuxième phrase, I always knew that (« Cela, je l'ai toujours su »), ce qui semble aller de soi à l'intérieur du nouveau système narratif. En effet, ce dernier se présente désormais comme une autobiographie, à la fois récit d'une vie par la personne qui l'a vécue, retour sur soi du présent au passé, mais aussi recherche de soi, donc et paradoxalement, démarche du présent vers le présent. Les deux chapitres précédents, par l'usage constant du présent de narration, éliminaient toute perspective et proposaient un aplatissement intégral du récit. Ici, et au-delà de la première phrase, dont la fonction est d'instaurer le sujet, la deuxième rétablit la durée, la temporalité à travers le pôle du passé du récit et celui du présent de narration (I have, I know ≠ I knew) (« J'ai, je sais » ≠ « J'ai su »). Une certaine ambigüité se trouve donc levée : le lecteur est désormais à même de distinguer entre un sujet qui raconte (la narratrice) et un sujet raconté (l'héroïne).
Ce processus se met en place en trois phrases : la première au présent, la deuxième au prétérit, la troisième combinant présent et passé.

### Introduction d'une dialectique du moi
Voilà qui implique une dialectique par laquelle va s'affirmer le Moi, titulaire de la voix du récit.

#### Un Moi qui se distancie du récit
Certes, ce Moi prend d'emblée ses distances par rapport au récit : « I have a great deal of difficulty in beginning to write » (« j'éprouve de grandes difficultés à commencer d'écrire ») ; néanmoins, il est soucieux de s'y inclure : « I always knew that » (« Cela, je l'ai toujours su »). D'ailleurs, un témoignage direct de cette intention se propose sous la forme d'une véritable mise en scène de la situation narrative. Dès ce début en effet, sont évoquées les relations entre l'enfant et la poupée : l'enfant joue le rôle de la narratrice, maintenant distinguée au féminin, when I was a very little girl indeed (« quand j’étais toute petite »), et la poupée celui du narrataire. D'ailleurs, les deux instances du discours, la narratrice et l'héroïne, utilisent la même formule : I am not clever (« Je n'ai jamais eu d'esprit »), la narratrice à l'intention du lecteur dans le cadre du présent de narration et l'héroïne face à ce jouet destiné à devenir bien plus qu'un simple amusement. Dans ce dernier cas, à la deuxième phrase : "Now, Dolly, I am not clever, you know very well, and you must be patient with me, like a dear!" (« Alors, tu le sais, Dolly, je n'ai jamais eu d'esprit et il te faut être patiente avec moi, comme la brave fille que tu es »), le passé se trouve actualisé par le passage au discours direct,.

#### L'hypotypose et la volonté d'auto-dépréciation
Il y a là une double image, à la fois visuelle et rhétorique, sous la forme d'un parallélisme : en réalité figure de rhétorique dite « de mise en valeur », une hypotypose. D'après Henri Suhamy, « L'hypotypose est une description ou un récit qui non seulement cherche à signifier son objet au moyen du langage, mais s'efforce par surcroît de toucher l'imagination du récepteur et d'évoquer la scène décrite par des stratagèmes imitatifs ou associatifs ». Ici, une situation fondamentale désirée par le Moi se donne à voir en une sorte de petit psychodrame à deux personnages.
Dès le tout début du texte, le lecteur se trouve donc placé devant une situation paradoxale dans laquelle une volonté d'auto-dépréciation, se manifestant par une définition négative de soi, se trouve contredite par la forme même de son expression qui tend à une mise en scène du Moi par le discours. Le non-être revendiqué se trouve corrigé par le dire. Le Moi, avant de s'affirmer comme féminin, s'affirme d'abord comme narrateur. D'entrée de jeu, raconter apparaît donc comme le premier moyen d'exister.

### Établissement d'une vision ironique
Par l'écart premier entre récit et discours, soit entre signifié et signifiant, se crée une situation ironique, non plus simplement une ironie née de la distance entre passé et présent, passé de l'héroïne et présent de la narratrice, pas seulement non plus une ironie immédiatement imputable à Dickens. En fait, le rapprochement opéré par l'hypotypose montre qu'autrefois et maintenant se rejoignent dans la pérennité d'une même carence : not clever (« le manque d'esprit »), assortie d'une entreprise compensatrice : to write (« écrire ») (présent), told (« raconté ») (passé). La dualité du Moi, ne pas être mais dire, n'est donc pas d'ordre temporel, mais d'ordre ontologique au niveau référentiel, et d'ordre structurel au niveau du discours. Raconter pour exister justifie à la fois le personnage d'Esther et aussi la narration d'Esther : l'autogenèse va donc se faire par la parole.

#### Une lucidité limitée
La vision ironique de l'auteur se trouve dans les limites qu'il impose à la lucidité de ce Moi adulte : il prétend écrire pour raconter alors qu'il écrit pour lutter contre son propre néant. Tout l'objet du texte et, d'emblée, du premier paragraphe, est donc de montrer que l'image négative de soi n'a en rien changé ; telle elle est donnée à voir chez l'héroïne enfant, telle elle se trouve donnée à lire chez la narratrice adulte. De plus, nouveau paradoxe, la vision adoptée n'est pas celle de la narratrice adulte, mais celle de l'enfant ; autrement dit, la narratrice semble effacer son propre présent au profit du présent, aujourd'hui passé, de la conscience de la jeune héroïne ; l'enfance n'est pas racontée comme étant perçue par l'adulte, mais comme revécue par la petite fille.
Il s'agit là d'une focalisation délibérément restreinte, la narratrice se bornant à une présentation extrêmement limitée, uniquement dépréciative, d'elle-même, de sa situation, de son identité, signifiée par l'abondance et la récurrence insistante de tournures négatives, never (« jamais »), not (« pas »), none (« personne, aucun »), qui, elles-mêmes, entourent de nombreux verbes modaux, en particulier could, comparatifs et intensifs à sens négatif, surtout présents à la fin du troisième paragraphe, so different (« si différente »), so poor (« si piètrement »), so trifling (« si insignifiante »), so far off (« si lointain »), I never could (« je n'en ai jamais été capable ») relayé une ligne plus loin par could never (« impossible pour moi »), very sorry (« si navrée »), if I had been a better girl (« si j'avais été meilleure »).

#### Un Moi se méconnaissant au superlatif
Toutes ces formes apparaissent comme la parole emphatique d'un Moi qui se méconnaît au superlatif,, c'est-à-dire que toute définition de l'identité se trouve à dessein faite à l'envers, pour ainsi dire en creux, suggérant alors un degré zéro de la netteté, de la visibilité qui fait écho au brouillard du premier chapitre. Ainsi s'affirme une relation métaphorique : au brouillard universel correspond hic et nunc un brouillard mental, à savoir l'ignorance et l'aliénation dans lesquelles l'auteur, par l'intermédiaire de la narratrice, a situé l'héroïne.

### «Le corrélat objectif» (T .S. Eliot)
Ainsi, la rupture constatée au niveau de la narration se trouve comme transcendée par une unité de vision sur le plan de l'imaginaire, le brouillard du début apparaissant comme un « corrélat objectif » susceptible de s'appliquer au deuxième récit,,.
D'où la série des never répétée de façon rythmique dans la partie centrale du chapitre : 
| « I had never heard my mama spoken of. I had never heard of my papa either, but I felt more interested about my mama. I had never worn a black frock, that I could recollect. I had never been shown my mama's grave. I had never been told where it was. Yet I had never been taught to pray for any relation but my godmother. » | « Je n’avais jamais entendu parler de maman, je ne savais rien de mon papa non plus, mais j’éprouvais un plus vif intérêt pour ma mère que pour lui. Personne ne m’avait montré son tombeau, ne m’avait dit en quel endroit il pouvait être ; je ne me rappelais pas avoir porté de robe noire, et même l’on ne m’avait jamais appris à prier que pour ma marraine. » |

I had never heard, I had never been told, I had never worn, I had never been taught, etc., véritable figure d'anaphore, écho stylistique et métaphorique de celle du premier chapitre sur le mot fog : martèlement d'un mot dénotant le néant et son corollaire le refus, néant affectif et refus de toute ouverture libératrice. La fonction de cette anaphore est donc essentiellement privative : il s'agit bien de dérober à l'aspiration de l'héroïne le sentiment d'amour et, surtout, à sa connaissance et sa possession, l'ultime objet de cet amour, c'est-à-dire la mère, d'où le deuxième axe de ce nouveau récit : le thème de l'absence.

## L'absence
Le discours d'Esther va peu à peu souligner une absence majeure, celle de la mère qu'elle croit morte, dont l'existence lui a été niée, mais qu'elle retrouvera lorsque seront dévoilés les secrets entourant sa propre naissance.
Cette absence est d'abord figurée par opposition, au deuxième degré : il y a absence des témoignages de l'absence, pas de vêtements de deuil, pas de tombe, pas de prière, pas de conversation possible sur le sujet. Très savamment, par la rhétorique de la négativité qu'il élabore, le texte exprime donc un véritable vertige de la frustration.

### Signes textuels de l'absence

#### Escamotage de la naissance
Au sixième paragraphe, l'épisode de l'anniversaire refusé apparaît comme un corollaire nécessaire : pour que la sphère de non-identité où l'existence de l'héroïne se trouve posée à l'envers soit hermétique, la naissance même d'Esther se doit d'être escamotée :
| « It was my birthday […] I happened to look timidly up from my stitching, across the table at my godmother, and I saw in her face, looking gloomily at me, "It would have been far better, little Esther, that you had had no birthday, that you had never been born!" […] I put up my trembling little hand to clasp hers or to beg her pardon with what earnestness I might, but withdrew it as she looked at me, and laid it on my fluttering heart. She raised me, sat in her chair, and standing me before her, said slowly in a cold, low voice — I see her knitted brow and pointed finger : "Your mother, Esther, is your disgrace, and you were hers. The time will come--and soon enough--when you will understand this better and will feel it too, as no one save a woman can. I have forgiven her"--but her face did not relent--"the wrong she did to me, and I say no more of it, though it was greater than you will ever know--than any one will ever know but I, the sufferer. For yourself, unfortunate girl, orphaned and degraded from the first of these evil anniversaries, pray daily that the sins of others be not visited upon your head, according to what is written. Forget your mother and leave all other people to forget her who will do her unhappy child that greatest kindness". » |  | « Je levai timidement les yeux sur ma marraine ; elle me regardait fixement et d’un air sombre. « Il vaudrait bien mieux que vous n’eussiez pas de jour de naissance, me dit-elle, et que vous ne fussiez pas née. » […] mes petites mains tremblantes, que je tendais vers elle pour l’implorer, retombèrent sous l’influence de son regard et se posèrent sur mon cœur ; elle me releva, alla se rasseoir, et me faisant rester debout, — je vois encore son doigt tendu et ses sourcils contractés : « Esther, me dit-elle froidement et d’une voix lente et basse, votre mère fait votre honte, ainsi que vous êtes la sienne. Un jour viendra, trop tôt malheureusement, où vous comprendrez mes paroles et vous en éprouverez la douleur qu’une femme seule peut en ressentir. Je lui ai pardonné, ajouta ma marraine avec un visage qui ne le prouvait nullement, je lui ai pardonné, bien que moi seule aie jamais pu savoir tout ce que j’en ai souffert. Quant à vous, malheureuse enfant, orpheline et dégradée depuis ce jour, dont l’anniversaire ne rappelle qu’opprobre et malédiction, priez, priez pour que le péché des autres ne retombe pas sur votre tête, ainsi qu’il est écrit ; ne pensez pas à votre mère, et ne la rappelez jamais à ceux qui, en l’oubliant, se montrent très généreux envers sa malheureuse fille. » |

#### Les doubles négatifs de la mère
De plus, l'absence se trouve redoublée, paradoxalement encore, par une seule présence, celle des deux substituts de la figure maternelle que ce second récit donne très vite à voir, deux contraires, la marraine et Mrs Rachel qui apparaissent comme des doubles négatifs de la mère. Cette marraine est tout l'inverse de la figure traditionnelle, rébarbative au lieu d'être agréable, répressive au lieu d'être libératrice, interdisant l'amour, en effaçant l'anniversaire. Quant à Mrs Rachel, elle paraît au chevet de l'enfant qu'elle borde le soir, mais aux questions qui lui sont posées, elle répond invariablement « Bonne nuit ! », refusant ainsi toute connaissance et laissant métaphoriquement Esther dans la nuit. En ce sens, la chandelle dans « she took away the light » (« Elle emporta la lumière ») doit être interprétée comme un autre corrélat objectif de l'ignorance.
La figure de la marraine, d'ailleurs, telle qu'elle apparaît à ce stade du texte, invite à un retour en arrière au tout début du troisième paragraphe : « I was brought up, from my earliest remembrance – like some of the princesses in the fairy stories […] by my godmother. » (« Je fus élevée, d'aussi loin qu'il m'en souvienne, comme une princesse dans les contes de fée […] par ma marraine. »). L'allusion aux contes de fée s'avère ironique : la marraine est une mauvaise fée, une sorte de fée Carabosse : le décor archétypal est bien posé, mais les protagonistes jouent le jeu à l'envers.

#### Une mise en scène symbolique
Cette situation est mise en scène de façon symbolique dans le dernier paragraphe. Dans un récit globalement itératif, il offre le seul élément d'aspect singulatif,. Le décor rassemble ostensiblement tous les éléments traditionnels du confort domestique : le feu, l'horloge, la table, le repas. Il y a même un clin d'œil aux Nursery Rhymes dans les expressions rimantes : the clock ticked, the fire clicked. Pourtant, cet ensemble de stéréotypes livre tout son caractère fallacieux dans l'inanité de la relation signifiée. Un sens semble bien s'en dégager, mais pour être aussitôt démenti. En fait, il n'y a de nourriture que verbale (Dinner was over) (« le dîner était terminé »), et cette table qui devrait favoriser le rapprochement devient à la fois l'agent et le signe de la séparation : les deux femmes sont « assises de part et d'autre de la table » desservie (across the table), ce qui manifeste de façon métonymique l'obstacle d'incommunicabilité qui sous-tend le regard porté par Esther sur sa marraine.

#### L'image surdéterminée de la poupée
Dernier avatar de l'absence, la poupée d'Esther offre une image surdéterminée, puisqu'elle est à la fois filiale et maternelle, ludique et protectrice. En définitive, elle apparaît comme un moyen illusoire de faire exister « en soi » la mère que l'héroïne n'a pas eue. Ainsi, cette thématique de la mère absente apparaît vraiment au cœur du grand projet qui fonde le récit, à savoir la privation d'identité. Il y a là une continuité textuelle avec la fin du deuxième chapitre où une expression revient sans cesse : faint to death (« faible à en mourir »), bored to death (« s'ennuyer à en mourir » ), continuité thématique aussi entre le vide affectif d'Esther et l'indicible ennui de Lady Dedlock – en réalité, ennui mortel au sens premier du terme,.

### Structure narrative de l'absence
À l'absence de connaissance identifiée précédemment, faite de la focalisation restreinte attribuée à l'héroïne, se superpose maintenant un discours supérieur en focalisation externe, « par derrière », c'est-à-dire qui prend ses distances par rapport au fait raconté.

#### Superposition de deux discours
Deux voix sont donc perceptibles dans ce discours, celle de la narratrice et une autre qui reste à identifier. Si l'on considère le discours sur la marraine au troisième paragraphe, le lecteur peut légitimement se demander : qui parle ?  
| « Like some of the princesses in the fairy stories, only I was not charming — by my godmother. At least, I only knew her as such. She was a good, good woman! She went to church three times every Sunday, and to morning prayers on Wednesdays and Fridays, and to lectures whenever there were lectures; and never missed. She was handsome; and if she had ever smiled, would have been (I used to think) like an angel — but she never smiled. She was always grave and strict. She was so very good herself, I thought, that the badness of other people made her frown all her life. I felt so different from her, even making every allowance for the differences between a child and a woman; I felt so poor, so trifling, and so far off that I never could be unrestrained with her — no, could never even love her as I wished. It made me very sorry to consider how good she was and how unworthy of her I was, and I used ardently to hope that I might have a better heart; and I talked it over very often with the dear old doll, but I never loved my godmother as I ought to have loved her and as I felt I must have loved her if I had been a better girl. » |  | « Comme une princesse des contes de fées, avec cette différence que j’étais loin d’être charmante, je fus élevée par ma marraine ; du moins je ne lui connaissais pas d’autre titre à mon égard. Je crois qu’elle était très bonne ; elle allait à l’église trois fois tous les dimanches, à la prière du matin le mercredi et le vendredi, et à tous les sermons où elle pouvait assister. Elle était belle, et je pense qu’elle l’eût été comme un ange si elle avait souri ; mais elle était toujours grave, sévère et si parfaite, que la malice des autres l’irrita toute sa vie. Je sentais si bien toute la distance qu’il y avait entre nous, j’étais si peu de chose auprès d’elle, si éloignée de sa perfection, que je n’ai jamais pu l’aimer comme je l’aurais voulu. J’étais bien triste, en la voyant si vertueuse, de me trouver si indigne de ses bontés, et je souhaitais ardemment d’avoir un meilleur cœur ; j’en parlais souvent à ma poupée ; mais je n’ai jamais aimé ma marraine, ainsi que je l’aurais fait si j’avais été bonne. » |

Manifestement, l'intention satirique de l'auteur est reconnaissable dans l'énumération complaisante des activités religieuses de cette bigote zélée. En une seule phrase, on assiste à trois offices dominicaux, deux prières de matines et à un nombre de sermons non précisé. La marraine apparaît donc ici comme un personnage de convention, un type social tel que Dickens aime à les mettre en scène. Cependant, se perçoit aussi un certain décalage entre la vision d'Esther enfant et la vision de l'adulte. Par exemple, il y a contradiction entre des phrases telles que « I used ardently that I might have a better heart » (« je souhaitais ardemment avoir un meilleur cœur ») (fin du 3e paragraphe) et « my disposition is very affectionate » (« Je suis d'une nature très affectueuse »), ou encore « I had always rather a noticing way » (« J'avais toujours eu un certain don d'observation ») (2e paragraphe) et, une ligne plus loin, « I have not by any means a quick understanding » (« je n'ai certes pas l'esprit délié »). De plus, la comparaison virtuelle de la vertueuse dame à un ange — virtuelle puisqu'il lui manque un des attributs de l'angélisme, le sourire — se trouve corrigée, voire annulée par la parenthèse (I used to think) (« avais-je l'habitude de penser ») et l'opposition entre « if she has ever smiled » (« si elle avait souri ») et « but she never smiled » (« mais elle ne souriait jamais »).

#### Un contre-discours ironique
On peut donc se demander si Esther adulte est présentée comme moins naïve et moins frustrée qu'Esther enfant. Certes, certains commentaires, par exemple « At least I knew her as such » (« du moins je ne lui connaissais pas d’autre titre à mon égard ») (3e paragraphe), tendent à corroborer l'écart en dotant la narratrice d'une connaissance supérieure. Cependant, il n'en apparaît pas moins, surtout après l'étude du premier paragraphe, que les carences du personnage demeurent celles du pseudo-écrivain. Son recul et son détachement ont été calculés par Dickens de telle façon qu'ils paraissent insuffisants pour permettre l'hypothèse d'une intention caricaturale, encore moins sarcastique de la part de la narratrice. Nous sommes simplement en présence d'un contre-discours manifestant une certaine jubilation ironique chez qui l'énonce, mais qui ne va pas jusqu'à prendre forme de parodie.
Ainsi, la convention du mélodrame victorien est présente, avec son héroïne souffrant en solitaire de l'adversité montrée par le tissu familial, mais la vision narrative qui en est donnée exclut aussi bien le détachement parodique que la pure adhésion sentimentale, c'est-à-dire les deux extrêmes.
Pourtant, même si le pathos est nuancé par la vision parfois ironique de la narratrice, il reste revendiqué par elle, puisque dans son rôle d'adulte et d'écrivain, elle adhère à des normes inchangées par rapport à ce qu'elles étaient lorsqu'elle était héroïne. Le paradoxe qui ne cesse d'écarteler son discours entre la volonté de mise en valeur du Moi (que révèle la fréquence de l'emploi du pronom de la première personne) et l'indéfectible entreprise d'auto-dénégation, fait donc apparaître la parole comme la revendication pathétique de la connaissance par un être qui ne se connaît pas.

#### Le lecteur: ultime figure de l'absence
C'est alors que l'hypotypose rhétorique du premier paragraphe prend tout son sens, du moins si le lecteur veut bien accepter d'être, pour Esther, l'ultime figure de l'absence.
Tout au long du récit, il verra l'héroïne vivre par procuration à travers les autres personnages, Richard, John Jarndyce, Charley, etc., tout comme ici, elle voit le reflet négatif d'elle-même dans le regard chargé de défi de la marraine ou les yeux vides de la poupée, « fixés […] sur rien »  (staring […] at nothing).
Jouant le jeu de l'ambiguïté entre fausse innocence, dont le moyen est la focalisation restreinte, et vision supérieure, Esther narratrice subvertit son discours et trahit par là même l'infirmité de son Moi. Dans ce discours éminemment narcissique, toute parole revient au sujet qui l'énonce : le langage éclaire (peinture d'une frustration), mais également protège (écart ironique), et ce Moi qui cherche à s'affirmer en se racontant est tout aussi désireux, par la même action, de se dissimuler aux regards. À l'écoute de ces pseudo-confidences, le lecteur est donc bien dans le rôle de la poupée « qui avait les yeux fixés sur moi – ou plutôt, je le pense, sur rien » (« staring at me – or not so much at me, I think, as at nothing ».

### Thématique de l'absence
Une fois décodé le discours conventionnel et inventoriés les signes de l'absence, il reste à voir le rôle de ce troisième chapitre et de sa thématique de l'absence dans le fonctionnement général du roman.

#### Refus des deux atouts fondateurs
Tout héros doit construire sa singularité, se faire une place en accomplissant un destin individuel souvent en rupture avec un ordre établi. Cette singularité est en général fondée sur deux facteurs essentiels, la naissance et le mérite personnel. Or ici, la présentation de l'héroïne, déroutante, complexe, doit son originalité au fait, exprimé avec insistance, que l'un et l'autre de ces atouts paraissent lui être refusés. Manifestement, elle est en quête du premier, sa naissance, qui définit son identité, à l'aide de ce qu'elle prétend être le second : « I had always a rather noticing way » (« J'ai toujours eu un certain don d'observation ») ; mais elle n'a de cesse d'en réfuter la validité : « But even that may be my vanity » (« Mais c'est sans doute dû à ma vanité »). Ainsi, au lieu d'élaborer, en cette phase initiale du récit, une rhétorique de l'affirmation et de la connaissance, le discours semble prendre un plaisir pervers à miner ses propres fondements. Certes, il y a là l'établissement d'un mystère autour de l'absence maternelle, d'où l'inévitable suspens qui noue une intrigue. Cependant, le lecteur ne peut qu'être mal à l'aise en présence d'une narratrice qui s'affirme seulement en exprimant son infériorité par rapport à son environnement, à soi-même et, au-delà, à son propre récit.

#### Affirmation de l'aliénation
L'intention de Dickens semble donc bien de ne pas créer de singularité, mais d'affirmer une aliénation de la personne qu'il va placer au cœur de l'histoire et de la narration. D'ailleurs, Esther Summerson ne se nomme pas ; elle reste dénommée par les autres : « They called me » (« ils m'appelaient »). Et le lecteur n'obtient pas la certitude qu'elle adhère jamais à cette identité : par la suite, elle recevra toute une série de surnoms. Il faut voir là une volonté de marquer d'emblée la distance entre le sujet et l'objet de l'énonciation. Le nom « Esther » n'est qu'une étiquette qui sera suivie par d'autres. Sans cesse, le Moi sera nommé de l'extérieur, comme « Autre », traduisant ainsi ce sentiment global d'étrangeté à soi-même qui caractérise le discours de la narratrice.

### La subversion du discours
Ainsi, le narrateur, naguère supérieur et quasi omniscient, qui va brutalement s'investir dans une première personne pour en nier aussitôt la singularité, a bien pour propos de donner à penser à son lecteur. En effet, il ne saurait y avoir d'innocence à ce jeu, surtout à considérer le sexe de la personne incriminée : c'est une femme qui est censée écrire cette « portion de ces pages », mais en ce passage initial, la féminité apparaît bien moins chez le sujet de l'énonciation, où elle n'est dénotée de manière significative que par l'étiquette du nom, que dans son objet thématique, l'absence de la mère. Voilà une preuve de la subversion du discours : une autorité matoise mais tourmentée se cache derrière la voix narrative,, et ce sont sans doute les traces de son influence corruptrice qui empêchent le lecteur de souscrire totalement à l'aboutissement de la quête et, en dépit des apparences, au bonheur final d'Esther. Il assiste là à la naissance d'un récit qui, à travers l'héroïne-narratrice, mais également à son insu et à ses dépens, réactive en les objectivisant les fantasmes maternels, et se présente donc comme l'expression médiate d'une rupture intime et d'une aliénation essentielle,.

### Texte
- (en) Charles Dickens, Bleak House, New York, W. W. Norton & Co., 1977, 985 p. (ISBN 978-0-393-09332-2), préface et notes de George Ford et Sylvère Monod

### Traduction en français
- Charles Dickens (trad. Mme H. Loreau, sous la direction de Paul Lorain), Bleak-House, Paris, Hachette, 1896, 402 p. (1re éd. française : 1857), disponible sur Wikisource Bleak-House/Texte entier.

### Ouvrages généraux
- (en) Paul Schlicke, Oxford Reader’s Companion to Dickens, New York, Oxford University Press, 2000, 675 p. (ISBN 978-0-19-866253-2).
- (en) Paul Davis, Charles Dickens from A to Z, New York, Checkmark Books, 1999, 432 p. (ISBN 0-8160-4087-7).
- (en) John O. Jordan, The Cambridge companion to Charles Dickens, New York, Cambridge University Press, 2001.
- (en) David Paroissien, A Companion to Charles Dickens, Chichester, Wiley Blackwell, 2011, 515 p. (ISBN 978-0-470-65794-2).
- (en) Paul Davis, Critical Companion to Charles Dickens, A Literary Reference to His Life and Work, New York, Facts on File, Inc., 2007, 689 p. (ISBN 978-0-8160-6407-6 et 0-8160-6407-5).
- Henri Suhamy, Les Figures de style, Paris, PUF, coll. « Que sais-je ? » (no 1889), 2004, 128 p. (ISBN 2-13-054551-3).

### Ouvrages spécifiques
Pour trouver d'utiles compléments, voir en ligne Bleak House Page, Bleak House Bibliography for 2012, Dickens Universe and adjunct conference sur Dickens, Author and Authorship in 2012 et Supplemental Reading About Bleak House.

#### Généralités
- (en) W. J. Harvey, Dickens and the Twentieth Century, Toronto, University of Toronto Press, 1962, « Chance end Design in 'Bleak House ».
- Roland Barthes, S/Z, Paris, Éditions du Seuil, 1970, 258 p. (ISBN 2-02-004349-1)
- (en) Robert Newsom, Dickens on the Romantic Side of Familiar Things: Bleak House and the Novel Tradition, New York, Columbia University Press, 1977, p. 114-162.
- (en + fr) Robert Ferrieux, Bleak House, Perpignan, Université de Perpignan Via Domitia, 1983, 162 p., annexe 1-8
- (en) Harold Bloom, Dickens's Bleak House, Chelsea House Pub, 1987, 175 p. (ISBN 0-87754-735-1, EAN 978-0877547358)
- (en) Graham Storey, Charles Dickens's Bleak House, Cambridge, Cambridge University Press, 1987.
- Hammad Manar, Langages, 18e année, no 70, juin 1983, « L'énonciation : procès et système », p. 35-46.

#### Esther Summerson
- (en) James H. Broderick et John E. Grant, Modern Philology, Chicago, The University of Chicago Press, 1958, « The Identity of Esther Summerson », p. 252 sq.
- (en) William Axton, Modern Language Quarterly, 1965, « The Trouble With Esther », p. 545-557.
- (en) William Axton, The Dickensian 62, 3, Canterbury, University of Kent, 1966, « Esther's Nicknames, A Study in Relevance », p. 158-163.
- (en) Alex Zwerdling, PMLA, vol. 88, Los Angeles, 1973, « Esther Summerson Rehabilitated », p. 429-439.
- (en) Judith Wilt, Nineteenth-Century Fiction, Berkely, University of California Press, 1973, « Confusion and Consciousness in Dickens's Esther », p. 275 sq.
- ֵֵ(en) Crawford Kilian, Dickensian Review, vol. 54, 1974, « In Defence of Esther Summerson », p. 318–328.
- (en) Paul Eggert, Dickens Studies Newsletter, vol. 11, 1980, « The Real Esther Summerson », p. 74-81.
- (en) Merritt Moseley, South Atlantic Review, South Atlantic Modern Language Association, 1985, « The Ontology of Esther's Narrative in Bleak House ».
- (en) Patricia R. Eldredge et B. J. Paris (éd.), Third force psychology and the study of literature, Rutherford N. J., Fairleigh Dickinson University Press, 1986, « The Lost Self of Esther Summerson, a Horneyan Interpretation of Bleak House ».
- (en) Lawrence Frank, Dickens Studies Annual, vol. 4, Brooklyn, AMS Press, Inc., 1975, « Through a Glass Darkly, Esther Summerson and Bleak House », p. 92 sq.
- (en) Eleanor Salotto, Victorian Literature and Culture, vol. 25, 2, septembre 1997, « Detecting Esther Summerson's Secrets: Dickens's Bleak House of Representation », p. 333-349.
- (en) Harumi Matsuura, Kawauchi Review, No. 4, 2005, « The Survival of an Injured Daughter: Esther Summerson’s Narration in Bleak House », p. 60-79.
- (en) Daniel K. Barker, A justification of the narrative presence of Esther Summerson in Charles Dickens's Bleak House, North Carolina, The University of North Carolina Wilmington (UNCW), 2009.